# Jack Hicks
Jack Hicks war ein britischer Autorennfahrer.

## Karriere
Jack Hicks startete in den 1930er-Jahren einmal beim 24-Stunden-Rennen von Le Mans. 1930 fuhr er mit seinem Rennpartner Robert Murton-Neale einen MG M-Type. Der Wagen fiel nach einem Defekt an der Kurbelwelle nach 82 gefahrenen Runden aus. 

## Statistik

### Le-Mans-Ergebnisse
| Jahr | Team             | Fahrzeug  | Teamkollege         | Platzierung | Ausfallgrund |
| ---- | ---------------- | --------- | ------------------- | ----------- | ------------ |
| 1930 | Huskinson & Fane | MG M-Type | Robert Murton-Neale | Ausfall     | Kurbelwelle  |